# Sanry-lès-Vigy
 Sanry-lès-Vigy  es una población y comuna francesa, en la región de Lorena, departamento de Mosela, en el distrito de Metz-Campagne y cantón de Vigy.

## Demografía
| 267 | 252 | 282 | 412 | 446 | 500 |
| Para los censos de 1962 a 1999 la población legal corresponde a la población sin duplicidades (Fuente: INSEE [Consultar]) |     |     |     |     |     |